# Arionoidea
Super-famille
Les Arionoidea sont une super-famille de limaces (mollusques gastéropodes terrestres dépourvus de coquille).

## Liste des familles
Selon BioLib (11 décembre 2024) :
- Arionidae
- Anadenidae
- Ariolimacidae
- Binneyidae
- Oopeltidae
- Philomycidae